# 西沟水库 (黑河)
西沟水库，位于中华人民共和国黑龙江省黑河市爱辉区境内，是公别拉河中游的一座大型水库，水库以发电为主，兼有防洪、养鱼、旅游等综合效益。工程于1987年7月开工，1991年年投产发电。水库集水面积1168平方千米，总库容1.46亿立方米。水库大坝为沥青混凝土心墙堆石坝，坝长646米，最大坝高36米，坝顶宽5米。水库电站总装机容量3.6万千瓦，年发电量9114.3万千瓦时。